# Antonio Garrigues Walker
Antonio Garrigues Walker (Madrid, 30 de septiembre de  1934) es un abogado español, presidente del despacho Garrigues entre 1962 y 2014, del cual posteriormente se convirtió en su presidente de honor.

## Biografía
Nacido el 30 de septiembre de 1934 en Madrid, hijo de Antonio Garrigues Díaz-Cañabate y de la estadounidense Helen Anne Walker. Estudió en el madrileño colegio del Pilar. Se licenció en Derecho por la Universidad de Madrid. Posteriormente (1954) pasó a formar parte de la firma Garrigues instalada en el número 3 la calle de Hermosilla, fundada por su padre, Antonio Garrigues Díaz-Cañabate, y su tío, Joaquín Garrigues Díaz-Cañabate.
Su hermano Joaquín Garrigues Walker (1933-1980) fue un destacado político (ministro de Obras Públicas y Urbanismo) y empresario. Se casó con Francisca Miranda, con quien tiene tres hijos.

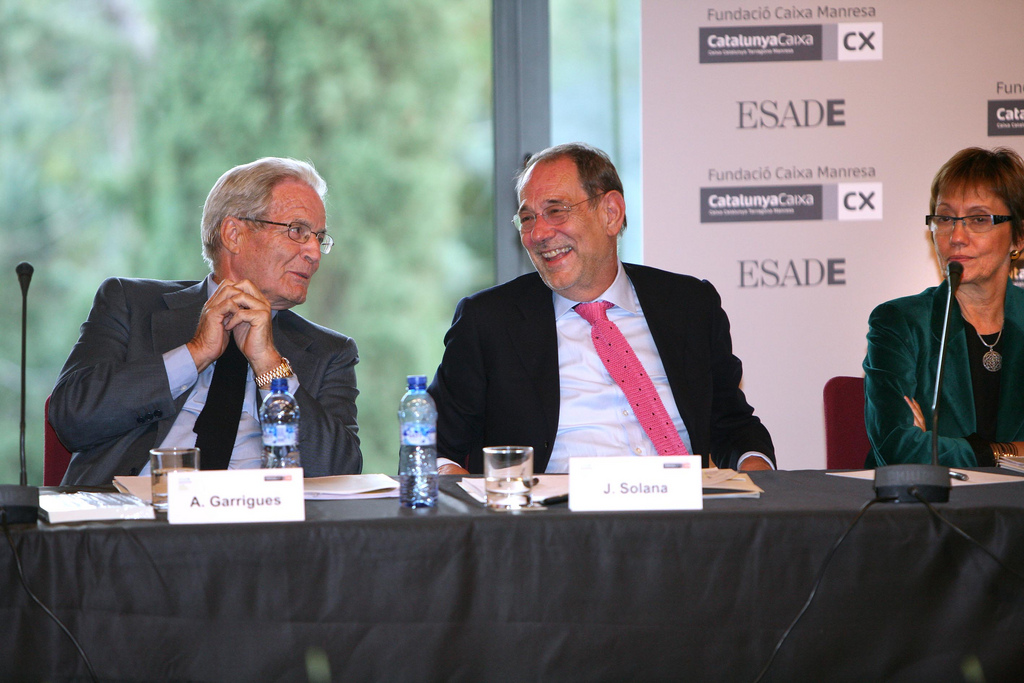
Fotografiado en 2010 junto a Javier Solana.

Ostenta el cargo de presidente de honor de la firma de abogados Garrigues, fue también presidente ejecutivo de dicha firma desde 1961 hasta octubre de 2014. Además, preside la Fundación Garrigues y la Cátedra Garrigues de Derecho Global de la Universidad de Navarra.
Su sucesor en la presidencia ejecutiva de Garrigues fue Fernando Vives Ruiz.
Destaca su labor como experto legal en inversiones extranjeras en España. Ha asesorado a grandes multinacionales, así como al gobierno español en materia de legislación económica, especialmente en el campo de las inversiones extranjeras. También presta su asesoramiento y conocimiento jurídico a gobiernos, como el de Estados Unidos y Japón, en sus relaciones con España y fue presidente de la Asociación Mundial de Abogados.
En 1982 creó el Partido Demócrata Liberal (PDL), del que fue elegido presidente. Esta formación política se integraría en 1984 en el Partido Reformista Democrático (PRD), una operación impulsada junto con Miquel Roca para tratar de ocupar el espacio político de centro.

## Cargos institucionales
Antonio Garrigues ocupa numerosos cargos en el ámbito institucional y académico a nivel internacional. Dentro de su actividad relacionada con la globalización y el mundo globalizado destacan los siguientes:
- Presidente de honor de la organización no gubernamental ACNUR Comité Español (antes llamada Asociación España con ACNUR).
- Miembro del Comité ejecutivo de la Comisión Trilateral fundada en 1973 por ciudadanos de Japón, Europa y Norteamérica.
- Presidente de la Fundación Consejo España Japón.
- Patrono de honor de la Fundación Consejo España Estados Unidos.
- Patrono de la Fundación Consejo España China.
- Presidente del Centro Internacional de Toledo para la Paz (CITpax).
Igualmente, en el ámbito cultural, destacan los nombramientos como:
- Presidente de honor y patrono de la Asociación para el Progreso de la Dirección (APD).
- Patrono de la Universidad Antonio de Nebrija
- Patrono vitalicio de la Fundación José Ortega y Gasset.
- Presidente de la Cátedra Garrigues de Derecho Global  de la Universidad de Navarra.
- Designado Abogado Mundial por el Centro de la Paz Mundial a través del Derecho.
- Primer Doctor honoris causa de la Universidad de Ciencias Empresariales y Sociales de Buenos Aires.
- Miembro del Consejo Asesor de la Agencia Nacional de Evaluación de la Calidad y Acreditación (ANECA).
- Fundador del Capítulo Español de Transparencia Internacional (TI).
- Consejero del Consejo Director de la Ciudad del Ayuntamiento de Madrid.
- Patrono de la Fundación Elías Ahúja.
- Doctor honoris causa por la Universidad Ramon Llull de Barcelona; la Universidad Europea de Madrid y la Universidad Pontificia de Comillas.
- Presidente del Foro de las Evidencias Electrónicas.
- Secretario General del Real Patronato sobre Discapacidad (2003)
- Doctor honoris causa por la Universidad Católica de Colombia (Bogotá, 13 de febrero de 2020).
- Presidente de Partido Reformista Democrático de 1983 a 1986.

## Condecoraciones y distinciones
- Gran cruz de la Orden de San Raimundo de Peñafort (09/12/2005).[15]
- Gran cruz de la Orden del Mérito Civil (25/05/2007).[16]
- Gran Cruz de la Orden de Isabel la Católica (16/12/2011).[17]
- Premio Antonio Fontán (16/10/2019), por su artículo "El liberalismo cumple 175 años".[1]